# Nammering
Nammering ist ein Ortsteil der Gemeinde Fürstenstein im niederbayerischen Landkreis Passau.

## Lage
Nammering liegt im Dreiburgenland etwa zwei Kilometer südwestlich von Fürstenstein.

## Geschichte
Der Ort gehörte ursprünglich zum Komplex der Babenberger Güter im Vorwald des Bayerischen Waldes, von denen angenommen wird, dass sie auf eine Dotation des Bistums Bamberg durch Kaiser Heinrich II. zurückgehen. Der Komplex der Babenberger Güter wurde erstmals im zweiten Herzogsurbar aufgezählt und im dritten Herzogsurbar wiederholt. Unter diesen Gütern erscheint auch ein Gut namens Navmaring (Naumaring).

Es wurde später zwischen Ober- und Unternammering unterschieden, die beide zur Herrschaft und zum Amt Fürstenstein gehörten. Im 18. Jahrhundert zählte Obernammering sieben, Unternammering zwei Anwesen. Ferner unterstanden zwei Anwesen der Hofmarksherrschaft Witzmannsberg und eines der Hofmarksherrschaft Schöllnach. Bei der Gemeindebildung zu Beginn des 19. Jahrhunderts kam Nammering zur Gemeinde Fürstenstein und zum Patrimonialgericht Fürstenstein, dessen Gerichtsbarkeit 1836 durch Ministerialentschließung eingezogen wurde.

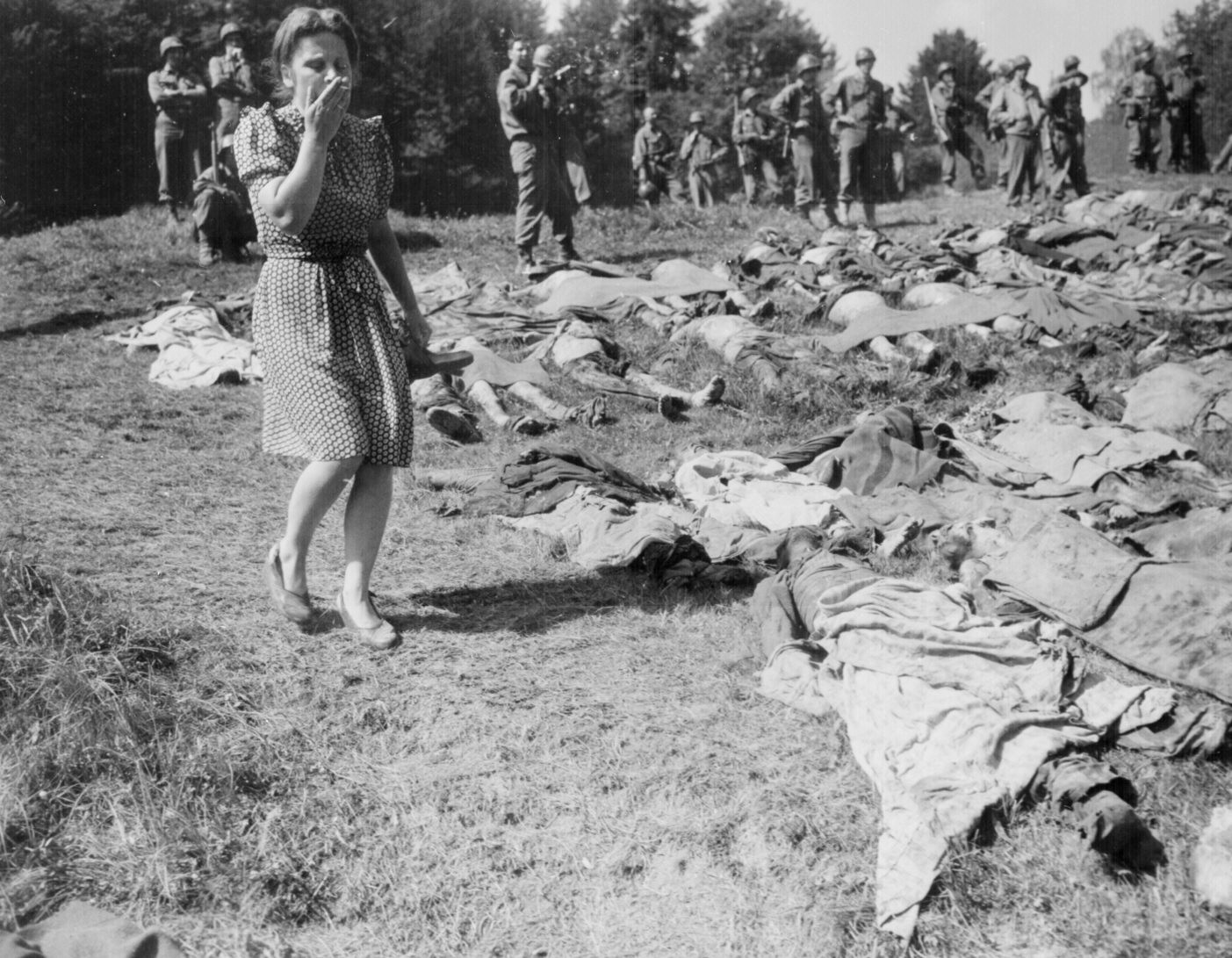
Der Bevölkerung werden die exhumierten, zuvor bei Nammering verscharrten, Opfer des Todeszuges im Mai 1945 von der US-Armee vorgeführt.

Im Bahnhof Nammering kam Mitte April 1945 ein Gefangenentransport aus dem KZ Buchenwald mit 5.000 Menschen an Bord nach zehntägiger Fahrt nicht mehr weiter, weil auf der Strecke ein Wehrmacht-Transport entgleist war. Innerhalb von fünf Tagen kamen in den abgestellten Waggons fast 800 Menschen ums Leben; sie wurden von der SS erschossen oder starben durch Hunger, Kälte oder Erschöpfung. Ohne die Hilfe des zuständigen Pfarrers Johann Bergmann aus Aicha vorm Wald, der Lebensmittelspenden trotz Bedrohungen organisierte, wären es noch mehr Tote gewesen. 270 Häftlinge, die bereits während des Transportes verstorben waren, wurden auf Anweisung der SS bei Nammering im Renholdinger Steinbruch verbrannt, weitere 524 Tote wurden in einer Sumpfwiese (genannt die Totenwiese) in Massengräbern beerdigt. Nach Kriegsende wurden die Toten auf fünf Friedhöfe in der Umgebung umgebettet. Auf dem ehemaligen Bahnhof Nammering steht heute ein Gedenkkreuz.
Die Pfarrei Nammering wurde 1973 errichtet, vorher gehörte der Ort zur Pfarrei Aicha vorm Wald. Der Bahnhof Nammering an der ehemaligen Bahnstrecke Deggendorf–Kalteneck ist aufgelassen. Dort, wo einst Schienen verlegt waren, verläuft mittlerweile der Donau-Ilz-Radweg.

## Sehenswürdigkeiten
- Pfarrkirche St. Florian. Grundsteinlegung der einzigen Florianskirche im Bistum Passau war am 20. Juli 1952, die Weihe der Kirche erfolgte am 3. und 4. Oktober 1953 durch Bischof Simon Konrad Landersdorfer. Das Innere enthält einen Kreuzweg des Künstlers Wilhelm Niedermayer.
- Mahnmal KZ-Transport 1945. Das 1985 eingeweihte und 2005 neu gestaltete Mahnmal an den Gefangenentransport liegt am südlichen Rand des Ortes beim ehemaligen Standort des Bahnhofs Nammering.

## Bildung und Erziehung
- Kindergarten St. Florian